# 虎尾ハルシア
虎尾ハルシア（とらお はるしあ、1902年〈明治35年〉3月20日 - 1991年〈平成3年〉3月4日）はアイヌの口承文芸ユカㇻとウエペケレの伝承者。出生名である虎尾ハルとしても知られる。

## 経歴
北海道静内郡静内町（現在の日高郡新ひだか町）農屋（旧ノヤサㇽコタン）のオプスケ川の近くで生まれ育つ。父・虎尾桃太郞（とうたろう、アイヌ名イコㇽパ）はハルシアが4歳の時に亡くなり、その後は母ムメ（アイヌ名シケヌカㇻ）に育てられた。父方の祖父は南部衆であり、母方の祖母である福島タノペトからウエペケㇾを伝えられている。9歳の時に学校へ通ったが、一年も行かなかったという。15～16歳の頃に畑作や道路工事の日雇いで働くようになり、川船で船を漕いだり、鱒漁の網を馬で引いたりできるようになった。21歳で豊畑の其浦島太郎と結婚し、子育てをしながら山子や流送、積み込みの仕事で生計を支えた。
1977年からアイヌ民族博物館の前身である白老民族伝承保存財団に招かれ、伝承活動と記録保存の仕事に従事している。残された音声資料・記録の中には其浦ハル（ハルシア）という名前で紹介されているものもある。1984年には北海道文化財保護功労者として表彰された。